# Ermida de São Pedro do Soeiro
A Ermida de São Pedro do Soeiro, originalmente conhecida como São Pedro do Soeyro, é um monumento religioso e um sítio arqueológico, situado na freguesia de São Marcos da Ataboeira, no Município de Castro Verde, em Portugal. 

## Descrição e história
A ermida situa-se na zona do Monte de São Pedro, a cerca de 2,6 Km de São Marcos da Atabueira, no sentido Noroeste. Um dos principais elementos da ermida é um cruzeiro, de possível construção seiscentista, que no entanto não consta nas fontes históricas. Em redor do imóvel foi encontrada uma quantidade considerável de materiais de construção dos períodos medieval e moderno, principalmente a Norte e Este, que podem significar a presença de um antigo povoado, de reduzidas dimensões, que teria sido habitado durante a Idade Média.
Existem referências à capela nos registos das Visitações da Ordem de Santiago à comenda de Alcaria Ruiva, onde se situava São Marcos da Atabueira no século XVI, que indicam que foi construída por ordem de Gonçalo Martins Soeiro, um rico lavrador da área, nos finais do século XIV. Por este motivo, apenas os membros da sua família é que podiam ser enterrados no interior da capela. Porém, os herdeiros de Gonçalo Soeiro só tiveram possibilidades de manter a ermida até à década de 1540, e após 1554 a família entrou em crise económica depois de vários anos de reduzida produção agrícola, levando à ruína do edifício. Em 1515, o imóvel foi descrito como estando organizado em capela e nave, com um adro, e possuindo um altar em pedra e barro, com reboco de cal, cujas paredes tinham frescos de São Pedro e São Paulo. O cruzeiro tinha outros dois altares nas paredes, igualmente em pedra e barro e rebocados a cal, com frontões pintados e apresentando igualmente frescos. A cobertura era em madeira e telha, com um esteio em pedra no meio.
Em 1565, o visitador considerou que era necessária a presença de um templo cristão na área, motivo pelo qual foi autorizada a realização de obras de remodelação, embora sem sucesso. Nas memórias paroquiais do século XVIII não foram encontrados quaisquer registos sobre o estado de conservação da ermida. Na época contemporânea os terrenos em redor do edifício foram aproveitados para uma plantação intensiva de olival, danificando o adro, que estava revestido a tijoleira. Porém, em 2008 o edifício em si ainda se encontrava em boas condições de conservação.